# Swanson Harp
A Swanson Harp Company hárfák készítésével, javításával, restaurálásával foglalkozó amerikai hangszerkészítő cég.
A vállalkozást 1989-ben alapította Carl Swanson hárfás és autodidakta hárfaépítő, valamint Patrick Dougal, aki korábban a Lyon and Healy hárfaépítője és munkavezetője (supervisor) volt. Elsődleges célként olyan hárfa építését határozták meg, amely könnyű, szép, ugyanakkor stabil és nagy hangerővel rendelkezik. Egyik példaképük Sébastien Érard volt.
Első modelljük az Empire és a La Scoula volt. Mindkettő 47 húros pedálhárfa, körte alakú (extended) rezonátortesttel. Az Empire modellt bronzból öntött, aranyozott, szfinx-szerű figurákkal díszítették, s teljesen vagy félig aranyozott változatban készült mahagóni, dió, ében vagy antik pácolással az 1810-es évek francia empire stílusában. A La Scoula egyszerű külsejű, de többféle pácolású. Később egy harmadik modellt, az Art Noveau-t is elkészítették, ami egyszerű pácolású, viszont dús faragások díszítik. Mindhárom modellnél szénszálas megerősítést kapott a nyak.
2000-ben Swanson bezárta az üzemét Joiletben (Illinois), és a vállalkozás székhelyét Bostonba tette át, Dougal pedig megalapította saját cégét, a PRD Harp Servicest. Ezt követően a Swanson Harp Loveland néven kifejlesztett egy 36 húros kampóshárfát. Érdekessége a hangszernek, hogy a rezonátortestet szénszálas anyagból formázták vékony (laminált) faborítással, de a rezonátorlap továbbra is vörös lucfenyőből készült.
A cég napjainkban főleg hárfák javításával, restaurálásával foglalkozik. A Lyon and Healy modellek mellett régi, 20. század eleji Wurlitzler-hárfák felújítását végzik, s a használt hárfák kereskedelmének az egyik legfontosabb intézményévé váltak az USA-ban.

## Carl Swanson
1947-ben született. Tizenhat éves korában kezdett hárfázni, első tanára Lois Bonnermann volt. Élete meghatározó élménye volt egy Würtzler Arisztid által szervezett koncert, ahol Pierre Jamet-t hallotta játszani. Egyévnyi felkészülést követően Hartfordba ment a Hartt College-ba, ahol Würtzler lett a hárfaprofesszora. Würtzler feleségével, Barbara Pniewskával együtt látták el a hárfás zenekari feladatokat.
Diplomaszerzés után három évig Pierre Jamet-nél tanult Párizsban, majd végül Bernard Zighera, a Bostoni Szimfonikusok első hárfása tanította. 1986-ban kezdett foglalkozni hárfaépítéssel független vállalkozóként. Rendszeresen publikál szakmai folyóiratokban. Würtzlerről és együtteséről, a New York Harp Ensemble-ről több meleg hangú megemlékezést publikált. Jamet lányának ösztönzésére zenetudományi kutatásokat is folytat. Összehasonlította Debussy Szonáta fuvolára, brácsára és hárfára című művének kéziratát a Durand-féle nyomtatott kiadói változattal, s közel 300 eltérést tapasztalt. A mű általa sajtó alá rendezett változatát kiadta. A Harp Column szerkesztői 1999 novemberében a között a 70–80 ember között említették, akik a legjelentősebb hatással voltak a hárfa fejlődésére a XX. században. Ezt az adatot Roslyn Rensch is közli.

## Külső hivatkozások
- A Swanson Harp Company weblapja swansonharp.com
- Swanson Harp (1991) youtube.com
- Interjú Carl Swansonnal HarpPost blog
- Carl Swanson: Würtzler Arisztid HarpPost blog
- Carl Swanson: Utazás a New York Harp Ensemble hárfaegyüttessel HarpPost blog